# Nemesis
 Ovo je glavno značenje pojma Nemesis. Za druga značenja pogledajte Nemesis (razdvojba).
Nemesis ili Nemezida je ime starogrčke božice koja vlada ljudima tako da po zasluzi dijeli sreću ili nesreću. Kasnije je postala božicom osvete koja kažnjava zločince. Rimljani su ju nazivali Invidia ili Rivalitas.

## Karakteristike
Nemezida je božica koja se pojavljuje na mjestima gdje su prekršena pravila Temide, Pravde. Voli mijenjati sudbinu i tako se upleće u posao Mojrama. Ali ipak može biti i dobra, jer dariva i sreću, dok za razliku od nje, božice osvete Erinije muče svoje žrtve koje su učinile zlodjela. Nemezida je tako personifikacija pravednog bijesa koji plamti protiv onih koji nameću kaos redu.

## Mitologija
Nemezida je kćer Nikte (Noć) i Ereba (Tama), ili Okeana, ili vrhovnika Zeusa.
Zeus se u nju zaljubio, te ju je progonio zbog njezine ljepote, ali mu je ona pobjegla. Ona je uzimala oblik raznih životinja dok je bježala, pa se pretvorila i u gusku, dok je Zeus postao labud. Zeus ju je silovao u liku ptice, i ona je snijela čarobno jaje, iz kojeg se izlegla lijepa Helena Trojanska, koju je odgajala Leda.
Neki izvori kažu da je Nemezida bježala od ljubavi Zeusa baš zato što joj je bio otac, dok drugi, koji smatraju da je kći nekog drugog božanstva, također pišu da je bježala, bez obzira na to što nije bila Zeusova kći.